# Ghioroc
Ghioroc – wieś w Rumunii, w okręgu Arad, w gminie Ghioroc. W 2011 roku liczyła 1653 mieszkańców. 